# Wouter van Nevers
Wouter van Nevers (circa 1221 - Fariskur, 6 april 1250) was van 1226 tot aan zijn dood heer van Donzy, Saint-Aignan, Montmirail en Montjay. Hij behoorde tot het huis Châtillon.

## Levensloop
Wouter was de zoon van graaf Gwijde II van Saint-Pol en Agnes, dochter en erfgename van Hervé IV van Donzy en Mathilde van Courtenay. 
Na de dood van zijn moeder in 1225 gold hij als de erfgenaam van de graafschappen Nevers, Auxerre en Tonnerre, die in het bezit waren van zijn grootmoeder Mathilde van Courtenay. Na zijn dood van zijn vader in 1226 erfde hij enkel de heerlijkheden Donzy, Saint-Aignan, Montmirail en Montjay, terwijl Saint-Pol naar zijn oom Hugo V ging. In 1236 verloofde hij zich met Johanna (overleden in 1252), dochter van Filips Hurepel, een zoon van koning Filips II van Frankrijk. In 1241 vond hun huwelijk plaats.
In 1248 nam Wouter deel aan de Zevende Kruistocht naar Egypte, onder leiding van koning Lodewijk XI van Frankrijk. In juni 1249 nam hij deel aan de landing van het Franse leger aan de kust van Damietta. Daarna was hij betrokken bij de mars naar Caïro. Op 19 februari 1250 nam hij deel aan een veldslag in El-Mansoera, tegen het mammelukkenleger van de sultan van Egypte. Na deze veldslag trok het Franse leger zich terug naar Damietta, waarbij hij het commando van de achterhoede opnam. In april 1250 sneuvelde hij bij een verrassingsaanval van de Mammelukken nabij Fariskur.
Wouter had geen kinderen. Zijn erfenis ging daardoor naar zijn zus Yolande en haar nageslacht.